# Таманское восстание
Таманское восстание (май — август 1918 года) — восстание казаков Таманского полуострова против советской власти.

## Положение на Таманском полуострове
Весной 1918 Таманский полуостров был занят красными частями, отступившими из оккупированного немцами Крыма. При этом большая часть красных, среди которых было много китайцев, вошла в состав формировавшегося тогда в Темрюке отряда под командованием бывшего фельдфебеля А. А. Романенко. Начальником обороны полуострова от возможного немецкого вторжения был назначен Беликов, в прошлом ломовой извозчик в Керчи, человек энергичный и жестокий, при этом пьяница и самодур. Свою штаб-квартиру он устроил в станице Ахтанизовской, расположенной в центре полуострова.
В начале мая Беликов объявил в станице мобилизацию четырёх возрастов казаков, местных иногородних, а также всех офицеров. Мероприятие прошло успешно, так как накануне вечером большевистский командующий в целях устрашения обстрелял станицу из артиллерийских орудий, размещённых неподалеку на господствующей высоте. Было выпущено около двадцати снарядов, но по счастью никто не пострадал. Такая же мобилизация была проведена в соседней станице Старотитаровской.
Собранные в результате войска были дополнены отрядами красной гвардии и направлены на западную оконечность полуострова, где заняли позиции на косе Чушка, в Тамани и на косе Тузла. При этом отношения между казаками и красногвардейцами были весьма напряжёнными.

Каждая сторона следила за другою и была наготове, чтобы врасплох не быть обезоруженной и уничтоженной.
Беликов, опасаясь обострения конфликта, перевёл всех мобилизованных, в том числе иногородних, в Тамань, оставив на Чушке только красную гвардию с батареей и пулемётами. В результате в Тамани собрались конная сотня прапорщика Н. И. Гулого, пешая сотня подъесаула Яновского и более 400 мобилизованных из других станиц. Все конные казаки (150—180 человек) вошли в подчинение Гулого. Пеших казаков было около двухсот. В станице находилось 11 орудий.

## Начало восстания
Полагая, что Беликов только выжидает момента, чтобы расправиться с казачьими офицерами, те, в свою очередь, начали готовить вооружённое выступление против большевиков. Поскольку красных в Тамани и на Чушке было около 2 000, разоружение их имевшимися силами было непростой задачей.
25 мая Беликов выехал на автомобиле в Темрюк, и казаки в тот же день начали восстание. Гулый приказал своим людям устроить засаду и задержать «главковерха», но казаки поняли приказ по-своему, и просто пристрелили Беликова. Получив известие об этом, Гулый вывел казаков на улицы Тамани и разоружил красных. Красный батальон, занимавший косу Тузла, узнав о происходящем, двинулся к станице Таманской, но, немного не дойдя до неё, был остановлен и разоружен под угрозой обстрела из пулемётов. В результате в руки восставших попали 10 орудий, 18 пулемётов, большое количество боеприпасов, и около 2000 пленных.
На последовавшем затем совещании офицеров было решено установить связь с немцами в Керчи. Командующим повстанческими войсками на Тамани был избран полковник Перетятько, бывший командир 3-го Черноморского полка; начальником штаба — полковник Бедаков, командир 8-го пластунского батальона.
Затем было решено провести мобилизацию казаков и занять оборонительные позиции. На юго-востоке полуострова, на самом широком участке стоял отряд сотника Онуфрия Булаха из казаков станицы Старотитаровской с 6 орудиями; против Анапы на косе Кара-Бугаз был выставлен заслон с двумя орудиями. Казаки станицы Ахтанизовской во главе с Гулым должны были перекрыть дорогу на полуостров со стороны Темрюка. Этому отряду были приданы 2 орудия, и ещё четыре предстояло отобрать у большевиков, засевших на косе Чушка.
Утром 26 мая Гулый с пешей и конной (50—60 чел.) сотнями, полубатареей и 4 пулемётами прибыл в Ахтанизовскую, где собрал ещё две пеших сотни и дополнил конную. Прибыв с этими силами в станицу Фонталовскую, он узнал, что красные снялись с косы и движутся ему навстречу, рассчитывая пробиться в Темрюк. У них было 460 чел., 4 орудия и 6 пулемётов.
Казаки атаковали наступавших на Фонталовскую большевиков, и те после короткого сопротивления сдались. Пополнения позволили свести пехотные сотни в батальон под командованием подъесаула Яновского. 27 мая Гулый выступил к станице Голубицкой (7 км от Темрюка), к которой уже начали выдвижение красные. Большевистская пехота заняла позиции на полпути между Темрюком и Голубицкой, окопавшись на буграх и холмах между плавнями, и прикрыв левый фланг Ахтанизовским лиманом, а правый — непроходимыми плавнями. Артиллерию они поставили на возвышенности за Кубанью. Продвигаясь навстречу красным, казаки оставили в своем тылу порт Темрюка, расположенный в трёх километрах от города. В порту стоял пароход с орудиями, а также была пехота. Восставшие заняли выгодную для обороны позицию, прикрытую с правого фланга лиманом, а с левого упиравшуюся в Азовское море, однако, существовала опасность ночной высадки противника, как с моря, так и с лимана.
К вечеру 27-го пароход обстрелял позиции казаков из дальнобойной шестидюймовки, а большевики попытались войти на полуостров с юго-востока, но были отбиты отрядом Булаха.

## Бои под Темрюком и Голубицкой
Ликвидировав товарищей на Тамани, нам необходимо было с налёта занять Темрюк. Но этот налёт мог сорваться. Дело в том, что помимо огромного там количества сброда, были ещё до невозможности трудные подступы к нему. Расстояние от полуострова (от ст. Голубицкой) до Темрюка 7 верст. Единственная дорога между ними шла по дамбе, пролегавшей между плавнями и болотами. Сам Темрюк расположен на высокой горе, его огибает Кубань, через которую был всего лишь один понтонный мост. Поэтому взять Темрюк, хотя бы и с налёта, было почти невозможно.
28 мая стороны обменялись ультиматумами: большевики потребовали у казаков сдать оружие, а те, в свою очередь, требовали сдать город. Темрюкские красные были готовы сдать город, но подошедшие к ним на помощь отряды решили обороняться. На 29-е была назначена атака Темрюка. Отряд сотника Булаха выступил с полуострова в южном направлении, перешёл Кубань у станицы Варениковской, и, покрыв за ночь расстояние в 50—60 км, утром подошёл к городу с востока и вступил в ожесточённый бой с красными. По-видимому, из-за нерасторопности штаба повстанцев, отряду Гулого не было сообщено время выступления Булаха, а потому он не смог поддержать их одновременным наступлением с запада. Гулый пишет, что место боя, проходившего за 10 верст от его позиций, было скрыто за горой, к тому же с моря налетел шторм, а потому его люди не слышали звуков сражения и только случайно увидели несколько разрывов шрапнели. Вдобавок, большевистский пароход с утра возобновил обстрел позиций казаков. Красные, стянув против Булаха большую часть своих сил, через два часа отбили нападение.
Во время этого боя казакам стало известно, что красные отряды Ф. Рогачева (1-й Северо-Кубанский полк) и Сафонова (Кубано-Черноморский полк), стоявшие в станице Анастасьевской, движутся к Темрюку. Казакам пришлось спешно уходить обратно через Варениковскую переправу. Вечером красные отряды, ставшие позднее ядром Таманской армии, вступили в Темрюк.
Большевистский пароход продолжал обстрел позиций казаков, тогда немцы к вечеру 29-го по просьбе штаба восставших прислали аэроплан, который сбросил несколько бомб. Получивший повреждения пароход ушёл в направлении Ейска.
Проведя в городе мобилизацию, красные 31-го атаковали позиции отряда Гулого. Имея значительный перевес в силах (по словам Гулого, в 10—15 раз), они предприняли несколько атак, но всякий раз оказывались отбиты с большими потерями. Большевистская артиллерия подвергла сильному обстрелу Голубицкую. К вечеру у казаков осталось всего два исправных орудия и 27 снарядов, которые было решено поберечь.
После 15-часового боя восставшие начали отступление. В бою 31 мая потери казаков составили 6 убитыми, 34 ранеными (в том числе и командир) и 11 пленными. Пленных спас от расправы большевистский командующий Рогачев, который, по словам Гулого, вообще «не изощрялся в расстрелах и умел сдерживать подчинённые ему банды». Красные, как впоследствии было выяснено, потеряли убитыми и ранеными 1700 человек.

Разница в потерях удивительная? Здесь просто оправдалась ходячая во время Мировой войны поговорка: «Нас, казаков бьют мало, потому что нас мало». Поговорка эта появилась тогда, когда перед нами был военный противник: немцы, австрийцы, турки. Здесь же наступало на нас скопище шпаны.
Упавшие духом от неудачи, казаки отступили в Ахтанизовскую. Большевики не решились их преследовать и атаковать станицу, что позволило восставшим привести свои части в порядок.
Е. И. Ковтюх описывает события несколько иначе. По его словам Темрюкский отряд красных разбежался и попрятался в поросших камышом плавнях. Для обороны города был направлен 1-й Северо-Кубанский полк Ф. Рогачева и отряд китайских наёмников. Фактически командовавший полком Ковтюх сосредоточил огонь 4-хорудийной батареи (брошенной Темрюкским отрядом) на расположении противника, «перемешав его окопы с грязью плавень», а основные силы переправил на баркасах на левый берег Старой Кубани, чтобы атаковать переправу через реку у Переволоки. Казакам пришлось спешно отступать, большевики преследовали их, и закрепились на позициях западнее Голубицкой. Повстанцы отошли к Ахтанизовской.

## Наступление красных
К 1 июня казаки восстановили фронт у Ахтанизовской. Не рассчитывая на собственные силы, командование повстанцев обратилось за помощью к немцам. Командующему германскими войсками на Украине генералу Эйхгорну и императору Вильгельму были посланы телеграммы с выражением верноподданнических чувств и просьбой об оккупации полуострова. Была установлена связь с немецким командованием в Крыму. Немцы, однако, не торопились с проведением десанта, а помощь оружием и боеприпасами была не очень значительной.
До 7 июня на фронте ежедневно происходили перестрелки, и красные несколько раз пытались прорвать оборону казаков на Старотитаровском участке. Не добившись там успеха, в ночь на 7-е при поддержке двух десятков орудий большевики атаковали у Ахтанизовской и заставили повстанцев отступить в направлении Таманской.
Отступавших не преследовали, так как красные отряды занялись грабежом захваченных станиц и расправой над их населением. Особенно сильному разгрому подверглась Ахтанизовская.

Красные разграбили и осквернили церковь, жена священника была на глазах мужа и детей изнасилована восемью китайцами, а дьяконшу, пытавшуюся спрятаться в окрестностях станицы, нашли и изнасиловали «ваньки», или «тамбовцы» в количестве 12—15 человек.
9 июня большевики начали наступление на Таманскую, но были отбиты. Утром 11-го наступление возобновилось, но казачья батарея метким огнём сбила батарею красных и разогнала эскадрон кавалерии, вновь заставив противника отступить. К вечеру, стянув на фронт отряды, рассеявшиеся для грабежа, красные нанесли решительный удар и в ночь на 12-е отбросили казаков почти к самой станице Таманской.

## Немецкий десант
13 июня казаки начали эвакуацию в Керчь. Большевистские войска подступили к Таманской, но стоявший в проливе турецкий миноносец открыл по ним огонь и не позволил войти в станицу. В тот же день германский десант высадился на полуострове, занял Таманскую и вступил на её окраине в бой с большевиками.
По большевистским сведениям, 14 июня 58-й Берлинский пехотный ландверный полк с подразделениями усиления (2500 штыков, 150 пулемётов и орудия) на транспортах вышел из Керчи, и при поддержке артиллерии высадился на Таманском полуострове. При поддержке восставших казаков немцы заняли станицы Таманскую, Ахтанизовскую, Вышестеблиевскую и Голубицкую, вытеснив оттуда Темрюкский революционный отряд. Большевистские части начали отступление на линию Темрюк — Старотитаровская — Благовещенская.
Немцы отвергли предложение главкома Кубано-Черноморской республики К. И. Калнина о переговорах, а в ноте германского МИДа Советскому правительству прямо заявлялось, что оккупация Тамани вызвана недавним красным десантом у Таганрога.
По словам представителя германского командования в Ростове майора фон Кохенгаузена, в вопросе об оккупации полуострова «большую роль играла военная сторона дела, а именно обеспечение Керченского пролива».
Большевики направили на таманский участок подкрепление в 3 тыс. штыков и сабель, сформировав «фронт Таманского полуострова». В городе Темрюке стоял Темрюкский отряд, линию Старой Кубани занимали часть Крымского отряда (ок. 300 штыков и 120 сабель) и Анастасьевский батальон (ок. 300 штыков), в районе немецкой колонии Джегинки стоял 1-й Екатеринодарский полк бывшего подпоручика Демуса (ок. 1500 штыков), а левее, до Анапы включительно, располагался 4-й Заднепровский полк И. И. Матвеева (600—700 штыков). Командовал фронтом А. А. Романенко, штаб которого располагался в Темрюке.
Немцы потратили две недели на то, чтобы очистить полуостров от большевиков, потеряв при этом убитыми двух офицеров и 37 солдат. Потери красных, разбитых под Голубицкой и Темрюком, составили несколько сотен.

После очистки полуострова в станицах, как полагалось в те времена, началась порка большевиков и большевизанов. Пороли больше всего в станице Ахтанизовской. Там поркой заведовал казак из дворян, сын есаула, Иван Михайлович Штригель. В его распоряжении находилось несколько китайцев, воевавших тогда «за родную Кубань» и выполнявших всюду роль палачей. Этих обезьян Штригель порол собственноручно каждое утро. После порки каждый китаец считал своим долгом поклониться Штригелю в ноги и тоненьким голосом сказать «спасипа». При этом обыкновенно по щекам китайца текли «слезы благодарности».
По сведениям большевистских авторов, красным удалось, стянув к полуострову дополнительные войска (в частности, 2-й Северо-Кубанский полк Сафонова, численностью до 2 тысяч человек с 15 орудиями), отбросить немцев и казаков к самой станице Таманской.
Ковтюх, на сообщениях которого основываются позднейшие советские авторы, пишет, что красные перешли в наступление, сбив противника на всех участках и оттеснив его к станице Таманской. После этого немцы начали эвакуацию своих главных сил в Керчь. Однако большевистский командующий Романенко внезапно остановил наступление и начал отвод войск, поверив ложному слуху о том, что немцы готовят новый десант в тылу, чтобы блокировать красных в узкой части полуострова. В частях началась паника и они бежали на исходные позиции, а некоторые ещё дальше. К примеру, большая часть Екатеринодарского полка захватила подводы и укатила на них в Екатеринодар.
Однако, Ковтюх смешивает события мая (борьба против восставших казаков) и июня (борьба против казаков и немцев), относя и немецкое наступление и попытку штурма Темрюка к середине мая. Это смутило уже редакторов первого издания его работы, отметивших, что все даты, приведённые в тексте, весьма условны. Не исключено, что и сведения об отступлении немцев — также результат путаницы.
Большевики сменили командующего фронтом, назначив на эту должность бывшего капитана Колышко. Тот вскоре вступил в конфликт с руководством республики, и был отозван. Временным командующим стал Рогачев, но тот вскоре отказался от поста. Новым командующим стал бывший подпоручик Ойцев, который перевёл штаб фронта в станицу Крымскую.
Немцы при поддержке казаков оттеснили большевиков до Темрюка, после чего фронт до конца августа стабилизировался у лиманов в низовьях Кубани.

## Немецкая оккупация
Во время наступления Добровольческой армии на Кубань казаки Таманского полуострова направили на помощь генералу В. Л. Покровскому артиллерийскую батарею. Вместе с нею было доставлено 1200 винтовок, 8 пулемётов и свыше 100 ящиков с патронами и снарядами. От станицы Славянской и до Новороссийска эта батарея участвовала во всех боях. Впоследствии она была названа 1-й Кубанской батареею. Из Тамани же был высажен в Приморско-Ахтарской конный дивизион под командою полковника Белого. Он в Новороссийске вошёл в состав войск Покровского и из своих рядов пополнил Кубанский гвардейский дивизион.
По мере продвижения добровольцев из Новороссийска и других портов началось бегство на пароходах и баркасах комиссаров, матросов и прочих пособников большевизма, стремившихся уйти в Крым. Часть беглецов перехватывали немцы, и отправляли на Тамань «для фильтрации». В результате удалось выявить и уничтожить несколько сот «углубителей революции».

В числе их находилось немало «красы и гордости революции», и между ними с миноносцев «Керчь» и «Феодосия», на которых, главным образом, истреблялись матросами офицеры Черноморского флота, вплоть до сжигания их в топках миноносцев.
Фактически на полуострове распоряжался командир 10-й ландверной бригады (из состава оккупационных сил в Крыму), а правительство атамана Перетятько было чисто номинальным. На Тамань перебралась группа казачьих офицеров немецкой ориентации, объявивших себя «Кубанским правительством», и выпустившая прокламацию против Кубанской рады и Добровольческой армии, с призывом к населению Кубани не подчиняться им. Немцы разбрасывали эти листовки с аэропланов за пределами Тамани.
В середине июля Кубанское правительство через Ростов направило на Тамань своих представителей, с целью присоединения полуострова к краю, но миссия была задержана и выслана немцами. 26 августа части Покровского, заняв Темрюк, на левом берегу Кубани у моста наткнулись на немецкую роту и дальше пропущены не были. Приказом таманского атамана распоряжения командования Добровольческой армии объявлялись для казаков полуострова недействительными, распоряжения же Кубанского правительства — лишь при одобрении германского генерального командования в Симферополе.
Впрочем, в конце сентября таманские представители уже просили немцев очистить полуостров; ту же просьбу правительство Кубани адресовало в Ростов майору фон Кохенгаузену. Тот ответил, что Германия согласна на введение на полуострове общекубанской администрации и «милиции», но полное очищение края есть «вопрос довольно отдалённого будущего». Это будущее наступило уже в середине ноября, когда немцам пришлось спешно эвакуировать войска, и полуостров воссоединился с Кубанью.